# Sejlsport under sommer-OL 2016
Sejlsport under Sommer-OL 2016 fandt sted den 8. august - 18. august 2016 omkring Marina da Glória ved Rio de Janeiro. Kvalifikationen til konkurrencen, der blev afviklet i 10 klasser, gav mulighed for deltagelse af op til 380 sejlere, fordelt med 161 damer og 215 herrer. Konkurrencerne i de 10 klasser var fordelt således, at der var fem konkurrencer for herrer, fire konkurrencer for damer samt én konkurrence for et mix-hold. 

## Turneringsformat
Hver af konkurrencerne blev afviklet over et antal indledende sejladser, hvor der blev givet points efter bådens placering i den enkelte sejlads. Efter disse indledende sejladser, der kunne være 10 eller 12 alt efter bådtypen, gik de ti bedste både videre til én afgørende medaljesejlads. Point-givningen efter hver sejlads blev givet på en sådan måde at vinderen fik 1 point, anden båd fik 2 points og så fremdeles ned til den dårligst placerede, der opnåede samme antal points, som der var både med i konkurrencen. Efter de indledende sejladser blev de akkumulerede points opgjort og de ti laveste scorer gik videre. Der var dog den undtagelsesregel, at hver båd kunne se bort fra deres dårligste sejlads i pointopgørelsen. 
I medaljesejladserne anvendtes samme pointsystem dog med den ændring, at pointene blev fordoblet. Den vindende båd fik således 2 points mod 1 point i de indledende sejladser. Efter medaljesejladserne blev pointene fra denne sejlads lagt sammen med de akkumulerede points opnået i de indledende sejladser og laveste tre scorer vandt medaljerne. 

## Sejladserne
Alle sejladser blev afviklet på en standard trekantsbane. Denne bane blev udlagt umiddelbar før hver konkurrence og starten var altid direkte mod vinden. Banerne blev gennemsejlet mellem en til tre gange efter sejladskomiteens retningslinjer, der sikrede at sejladserne blev afviklet indenfor en rimelig afsat tid. 

## Medaljefordeling
Nøgle
     Værtsland (Brasilien)
| Placering | Land           | Guld | Sølv | Bronze | Total |
| --------- | -------------- | ---- | ---- | ------ | ----- |
| 1         | Storbritannien | 2    | 1    | 0      | 3     |
| 2         | Holland        | 2    | 0    | 0      | 2     |
| 3         | Australien     | 1    | 3    | 0      | 4     |
| 4         | New Zealand    | 1    | 2    | 1      | 4     |
| 5         | Kroatien       | 1    | 1    | 0      | 2     |
| 6         | Frankrig       | 1    | 0    | 2      | 3     |
| 7         | Argentina      | 1    | 0    | 0      | 1     |
| 7         | Brasilien      | 1    | 0    | 0      | 1     |
| 9         | Kina           | 0    | 1    | 0      | 1     |
| 9         | Irland         | 0    | 1    | 0      | 1     |
| 9         | Slovenien      | 0    | 1    | 0      | 1     |
| 12        | Danmark        | 0    | 0    | 2      | 2     |
| 13        | Østrig         | 0    | 0    | 1      | 1     |
| 13        | Tyskland       | 0    | 0    | 1      | 1     |
| 13        | Grækenland     | 0    | 0    | 1      | 1     |
| 13        | Rusland        | 0    | 0    | 1      | 1     |
| 13        | USA            | 0    | 0    | 1      | 1     |
| Total     | Total          | 10   | 10   | 10     | 30    |